# 大漢山當藥
大漢山當藥（学名：Swertia changii）为龍膽科當藥屬下的一个种。

## 扩展阅读
- 維基物種上的相關：大漢山當藥